# Zuháir Bachít
Zuháir Bachít (arabsky زهير بخيت‎; * 13. července 1967 Dubaj) je bývalý fotbalista Spojených arabských emirátů. Jako 112násobný hráč národního týmu byl součástí týmu Spojených arabských emirátů při jejich jediné účasti na mistrovství světa v roce 1990.

## Kariéra

### Kluby
Ve své fotbalové kariéře v letech 1986 až 2004 hrál pouze za fotbalový tým Al Wasl FC. Ve své první sezóně 1986/87 vyhrál se svým klubem UAE President’s Cup. Se svým týmem vyhrál v letech mistrovský titul Spojených arabských emirátů v sezónách 1987/88, 1991/92, 1996/97. V sezóně 1992/93 vyhrál i pohárovou soutěž Spojených arabských emirátu UAE FA Cup.

### Národní tým
Jeho prvním mezinárodním zápasem byla porážka 3:0 s Bulharskem v Dauhá. Na asijském poháru v Kataru v roce 1988 hrál ve dvou zápasech. Ve skupině pěti týmů skončil jeho tým čtvrtý a do zbytku turnaje se nekvalifikoval. Byl také v týmu týmu, který obsadil druhé místo na Poháru Perského zálivu v roce 1988 v Saúdské Arábii. Na mistrovství světa v Itálii 1990 hráli Spojené emiráty ve skupině D, a nepostoupili ze základní skupiny. V poháru Perského zálivu v roce 1990 skončil tým SAE se čtyřmi body poslední v tabulce.
Na asijském poháru v Japonsku v roce 1992 postoupil ze základní skupiny spolu s Japonskem. V semifinále však nedokázala SAE porazit Saúdskou Arábii. Zápas o třetí místo prohrála SAE na penalty proti Číně. Ve stejném roce skončil se svým týmem v poháru Perského zálivu ve středu tabulky. V domácím poháru Perského zálivu nevyhrál jediný zápas, ve kterém hrál. Na mistrovství Asie v roce 1996 hrál v základní skupině, dále ve čtvrtfinále a semifinále, které ale SAE prohrála v penaltovém rozstřelu. Pohár Perského zálivu v roce 1996 v Ománu byl poslední, kterého se zúčastnil. Zde SAE skončila předposlední. Jeho poslední mezinárodní zápas byl tehdy 16. prosince 2002 proti Egyptu v Abú Zabí; hra skončila vítězstvím jeho týmu 2:1. Za svou mezinárodní kariéru odehrál 112 zápasů a vstřelil 37 gólů.